# 伊藤祐道
伊藤 祐道（いとう すけみち、永禄6年（1563年） - 慶長20年（1615年））は日本の商人。通称は蘭丸（らんまる）、伊藤源左衞門。

## 人物
織田信長の小姓であった伊藤蘭丸祐広の子。祐道も父と同様に蘭丸を称し、信長に仕えた。
慶長16年（1611年）、清須越により名古屋に移り、名を源左衛門と改めるとともに本町に店を構えて呉服小間物商を始めた。源左衛門は慶長20年に大坂夏の陣が起きると出陣し豊臣方について戦死したことからこの店は一旦中絶したが、源左衛門の遺児・祐基（すけもと）によって万治2年（1659年）名古屋の茶屋町に呉服小間物問屋「いとう呉服店」として再興された。これが現在の松坂屋の前身である。
祐基は元服して次郎左衞門を名乗ったことから、一族はその後伊藤次郎左衞門家を称した。